# Jimmy Carter
James Earl (Jimmy) Carter jr. (Plains, Georgia, 1 oktober 1924 – aldaar, 29 december 2024) was een Amerikaans politicus van de Democratische Partij. Hij was de 39e president van de Verenigde Staten van 1977 tot 1981.
Carter begon zijn carrière als officier bij de onderzeedienst van de Amerikaanse marine en werd nadien agrariër van beroep. Hij was eigenaar van een pindaplantage in Georgia en diende van 1971 tot 1975 als gouverneur van die staat. Hij stelde zich namens de Democraten kandidaat voor de Amerikaanse presidentsverkiezingen van 1976 en versloeg de zittende president, de Republikein Gerald Ford. In de presidentsverkiezingen van 1980 werd Carter verslagen door de Republikeinse kandidaat Ronald Reagan.
Na zijn presidentschap zette Carter zich in als activist en schreef hij meer dan twintig boeken. In 2002 werd hij onderscheiden met de Nobelprijs voor de Vrede vanwege zijn inzet voor de mensenrechten.
Sinds het overlijden van George H.W. Bush op 30 november 2018 was Jimmy Carter de oudste nog levende oud-president van de Verenigde Staten van Amerika, en sinds 22 maart 2019 de oudste ex-president van de Verenigde Staten ooit. Hij is de enige oud-president van de VS die 100 jaar werd.

## Jeugd
James Earl Carter Jr. werd geboren op 1 oktober 1924 in Plains (Georgia), in het Wise Sanitarium, waar zijn moeder werkte als gediplomeerd verpleegster. Hierdoor werd Carter de eerste Amerikaanse president die in een ziekenhuis werd geboren. Hij is het oudste kind van Bessie Lillian Gordy en James Earl Carter Sr. en een afstammeling van de Engelse immigrant Thomas Carter, die zich in 1635 vestigde in de kolonie Virginia. Vele generaties van de familie Carter leefden als katoenboeren in Georgia. Plains was een bloeiende stad met 600 inwoners ten tijde van Carters geboorte. Zijn vader was een succesvolle lokale zakenman, die een algemene winkel runde en investeerde in landbouwgrond. Carters vader had eerder gediend als reserve tweede luitenant in het U.S. Army Quartermaster Corps tijdens de Eerste Wereldoorlog.
Tijdens Carters vroege jeugd verhuisde zijn familie meerdere keren en vestigde zich uiteindelijk aan een zandweg in het nabijgelegen Archery, dat bijna volledig bewoond werd door arme Afro-Amerikaanse families. Zijn familie kreeg uiteindelijk nog drie kinderen: Gloria, Ruth en Billy. Hij kon goed opschieten met zijn ouders. Zijn moeder was vaak afwezig tijdens zijn jeugd, omdat ze lange uren werkte. Hoewel zijn vader sterk voorstander was van segregatie, stond hij Jimmy toe om bevriend te raken met de kinderen van de zwarte landarbeiders. Carter was een ondernemende tiener die zijn eigen hectare van Earls landbouwgrond kreeg, waar hij pinda's verbouwde, verpakte en verkocht. Hij verhuurde ook een deel van de pachterswoningen die hij had gekocht.

## Opleiding

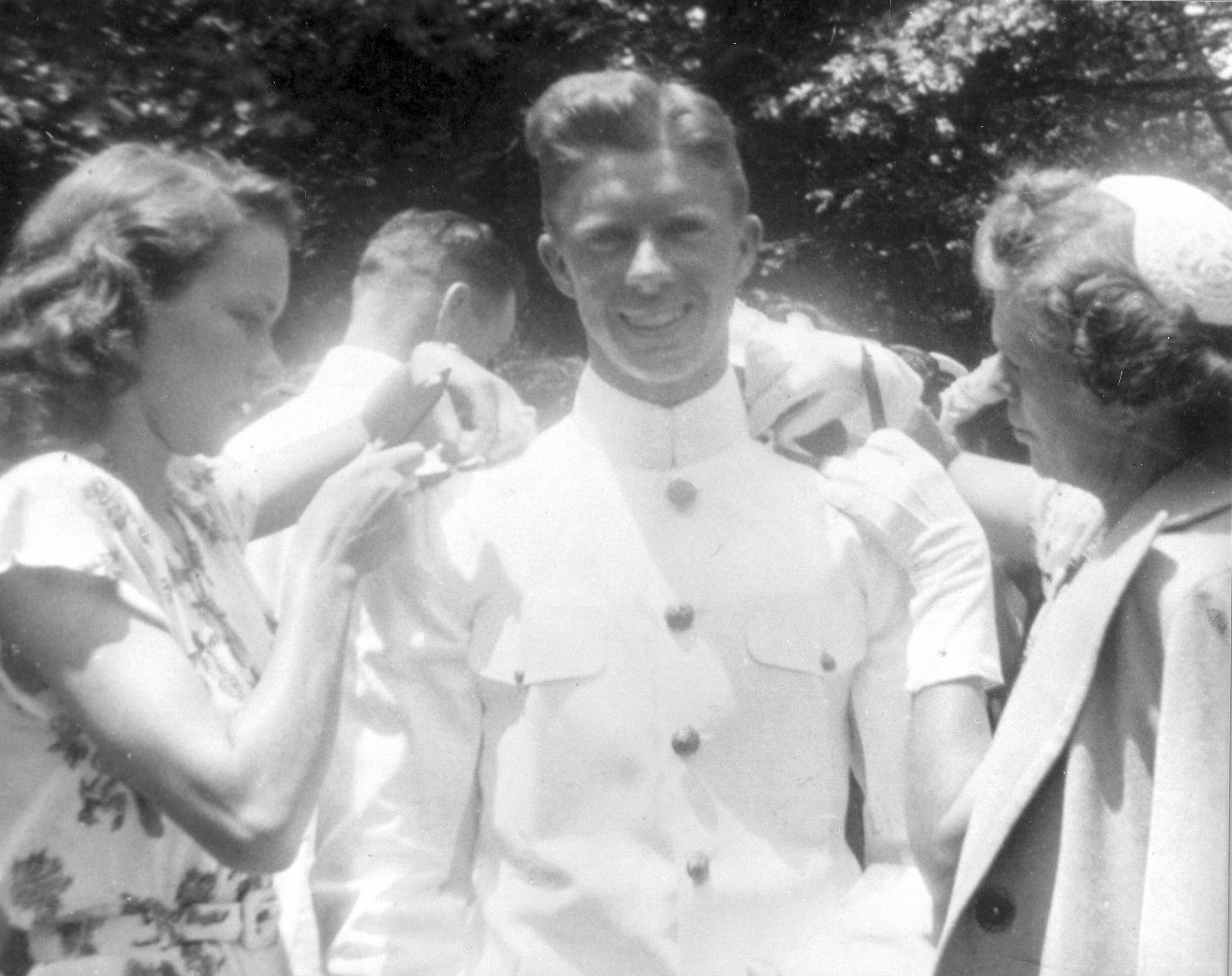
Carter studeert af als marineofficier op 5 juni 1946, geflankeerd door zijn toekomstige vrouw Rosalynn Smith (links) en zijn moeder (rechts)

Carter deed van 1937 tot 1941 zijn middelbare school op de Plains High School. In 1941 begon hij met een ingenieursopleiding aan het Georgia Southwestern College in het nabijgelegen Americus, Georgia. Het jaar daarop stapte Carter over naar het Georgia Institute of Technology in Atlanta. Terwijl hij op Georgia Tech zat, nam Carter deel aan het Reserve Officers' Training Corps. In 1943 startte Carter met een opleiding tot marineofficier aan de Naval Academy in Annapolis, Maryland, waar hij in 1947 afstudeerde als zestigste van 821 adelborsten met een graad in Bachelor of Science. Vervolgens werd hij aangesteld met de officiersrang van vaandrig.
Terwijl hij op de academie zat, werd Carter verliefd op Rosalynn Smith, een vriendin van zijn zus Ruth. De twee trouwden kort na zijn afstuderen in 1946 en bleven getrouwd tot haar dood op 19 november 2023.

## Carrière
Van 1946 tot 1953 woonden de Carters in Virginia, Hawaï, Connecticut, New York en Californië, tijdens zijn inzet bij de Atlantische en de Pacifische vloot. In 1948 begon hij aan de officiersopleiding voor onderzeedienst en diende aan boord van de USS Pomfret. Hij werd bevorderd tot onderluitenant in 1949, en zijn dienst aan boord van de Pomfret omvatte een gesimuleerde oorlogspatrouille naar de westelijke Stille Oceaan en de Chinese kust van januari tot maart van dat jaar. In 1951 werd hij toegewezen aan de diesel/elektrische USS K-1 (SSK-1), gekwalificeerd voor commando, en diende hij in verschillende functies, waaronder die van uitvoerend officier.
In 1952 werd Carter actief bij het ontluikende nucleaire onderzeeërprogramma van de marine, dat toen werd geleid door kapitein Hyman G. Rickover. Rickover had hoge normen en eisen voor zijn mannen en machines, en Carter zei later dat Rickover, naast zijn ouders, de grootste invloed op zijn leven had. Hij werd voor een tijdelijke dienst van drie maanden naar de Naval Reactors Branch van de Atomic Energy Commission in Washington, D.C. gestuurd, terwijl Rosalynn met hun kinderen naar Schenectady, New York verhuisde.
Op 12 december 1952 veroorzaakte een ongeluk met de experimentele NRX-reactor bij de Chalk River Laboratories van Atomic Energy of Canada een gedeeltelijke meltdown, waardoor miljoenen liters radioactief water de kelder van het reactorgebouw overspoelden. Dit liet de kern van de reactor verwoest achter. Carter werd naar Chalk River gestuurd om een Amerikaans onderhoudsteam te leiden dat zich bij ander Amerikaans en Canadees personeel voegde om te helpen bij het stilleggen van de reactor. Het moeizame proces vereiste dat elk teamlid beschermende kleding aantrok en individueel in de reactor werd neergelaten voor 90 seconden per keer, waardoor hun blootstelling aan radioactiviteit werd beperkt terwijl ze de beschadigde reactor demonteerden. Toen Carter werd neergelaten, was zijn taak simpelweg om een enkele schroef om te draaien. Tijdens en na zijn presidentschap zei Carter dat zijn ervaring bij Chalk River zijn visie op kernenergie had gevormd en hem ertoe had gebracht de ontwikkeling van een neutronenbom stop te zetten.
In maart 1953 begon Carter aan een zes maanden durende cursus in de werking van kerncentrales aan Union College in Schenectady. Zijn bedoeling was uiteindelijk te werken aan boord van de USS Seawolf, die bedoeld was als de tweede nucleaire onderzeeër van de VS. Zijn plannen veranderden toen zijn vader in juli overleed aan alvleesklierkanker, twee maanden voordat de bouw van de Seawolf begon, en Carter verkreeg vrijstelling van actieve dienst zodat hij het pindabedrijf van zijn familie kon overnemen. Het besluit om Schenectady te verlaten was moeilijk, aangezien Rosalynn zich daar comfortabel voelde. Ze zei later dat terugkeren naar het dorpsleven in Plains "een monumentale stap achteruit" leek. Carter verliet de actieve dienst op 9 oktober 1953. Hij diende in de inactieve marine-reserve tot 1961 en verliet de dienst met de rang van luitenant. Zijn onderscheidingen omvatten de American Campaign Medal, World War II Victory Medal, China Service Medal en National Defense Service Medal. Als onderzeebevelhebber verdiende hij ook het "dolfijn" insigne.

## Politiek
Vanaf 1963 was Carter lid van de Senaat van Georgia. Hij steunde de civil rights movement en de Carters waren trouwe aanhangers van John F. Kennedy. In 1970 werd hij gekozen als gouverneur van Georgia. Alhoewel hij een gematigde campagne gevoerd had, toonde hij zich als gouverneur een sterk tegenstander van rassensegregatie.
In december 1974 kondigde hij aan kandidaat te zijn voor het presidentschap. Hij was toen buiten Georgia onbekend en kreeg de bijnaam "Jimmy Who". Uiteindelijk won hij de voorverkiezingen in de Democratische Partij met ruim verschil. Hij koos Walter Mondale als zijn "running mate" en versloeg de zittende president Gerald Ford nipt.

## Presidentschap

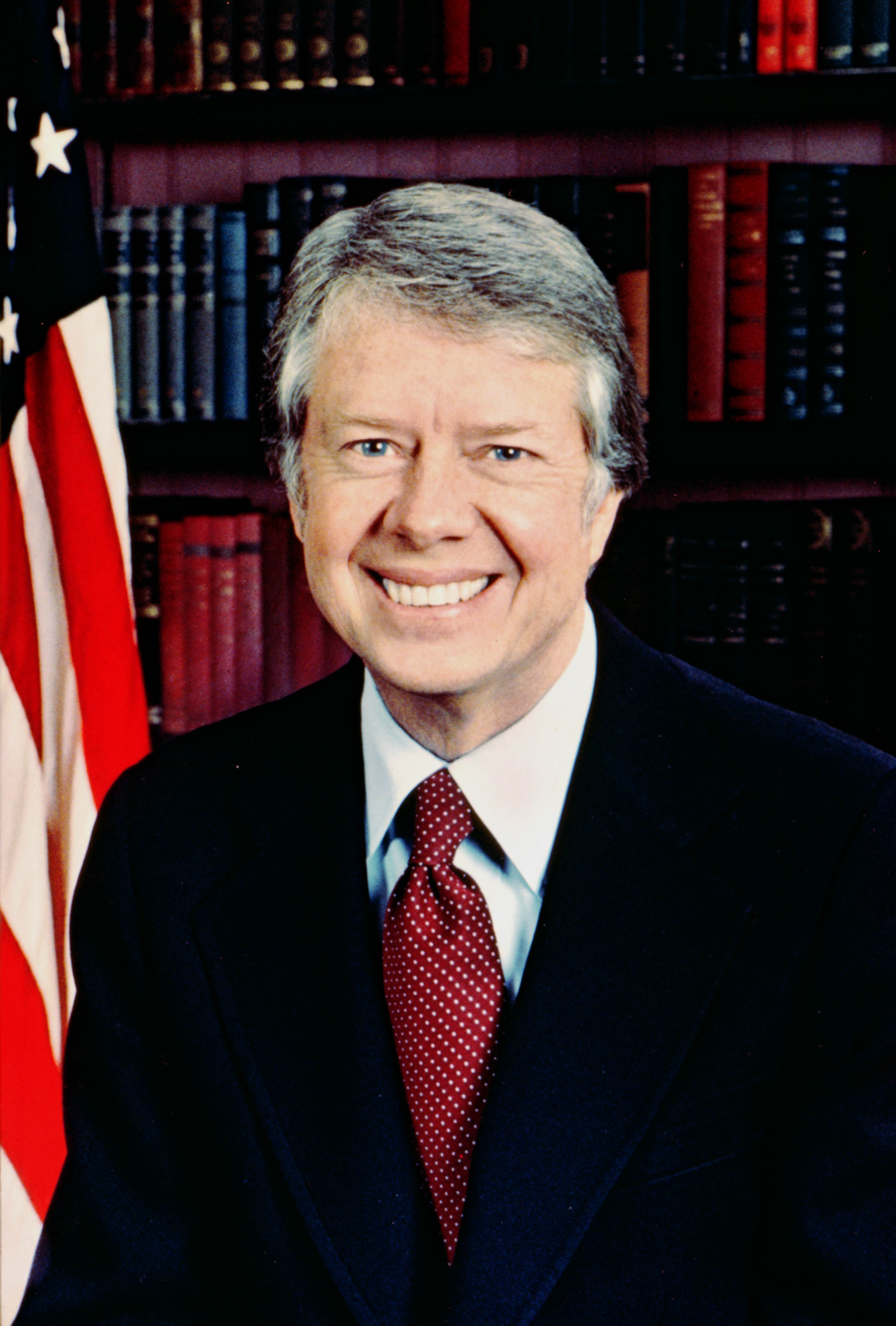
Staatsieportret Jimmy Carter (1977)

Carter erfde grote economische en financiële problemen van zijn voorgangers. De federatie zat door de Vietnamoorlog diep in de rode cijfers, terwijl het zelfvertrouwen van de bevolking zwaar was aangetast. De rentelasten in combinatie met de oliecrisis en de onwil van het bedrijfsleven om te investeren, leidde tot een nieuw verschijnsel in de economie: stagflatie. Tijdens het mandaat van Carter werd het antwoord op dit probleem niet gevonden.
Op 1 april 1979 richtte hij via executive order 12127 FEMA op. "The Federal Emergency Management Agency", een federaal bureau verantwoordelijk voor het voorkomen van en reageren op binnenlandse rampen die om een federaal antwoord vragen.
In hetzelfde jaar kreeg hij de Department of Education Organization Act door het congres (Public Law 96-88). Dit ministerie van Onderwijs begon in mei 1980 met haar werkzaamheden.

## Buitenlands beleid

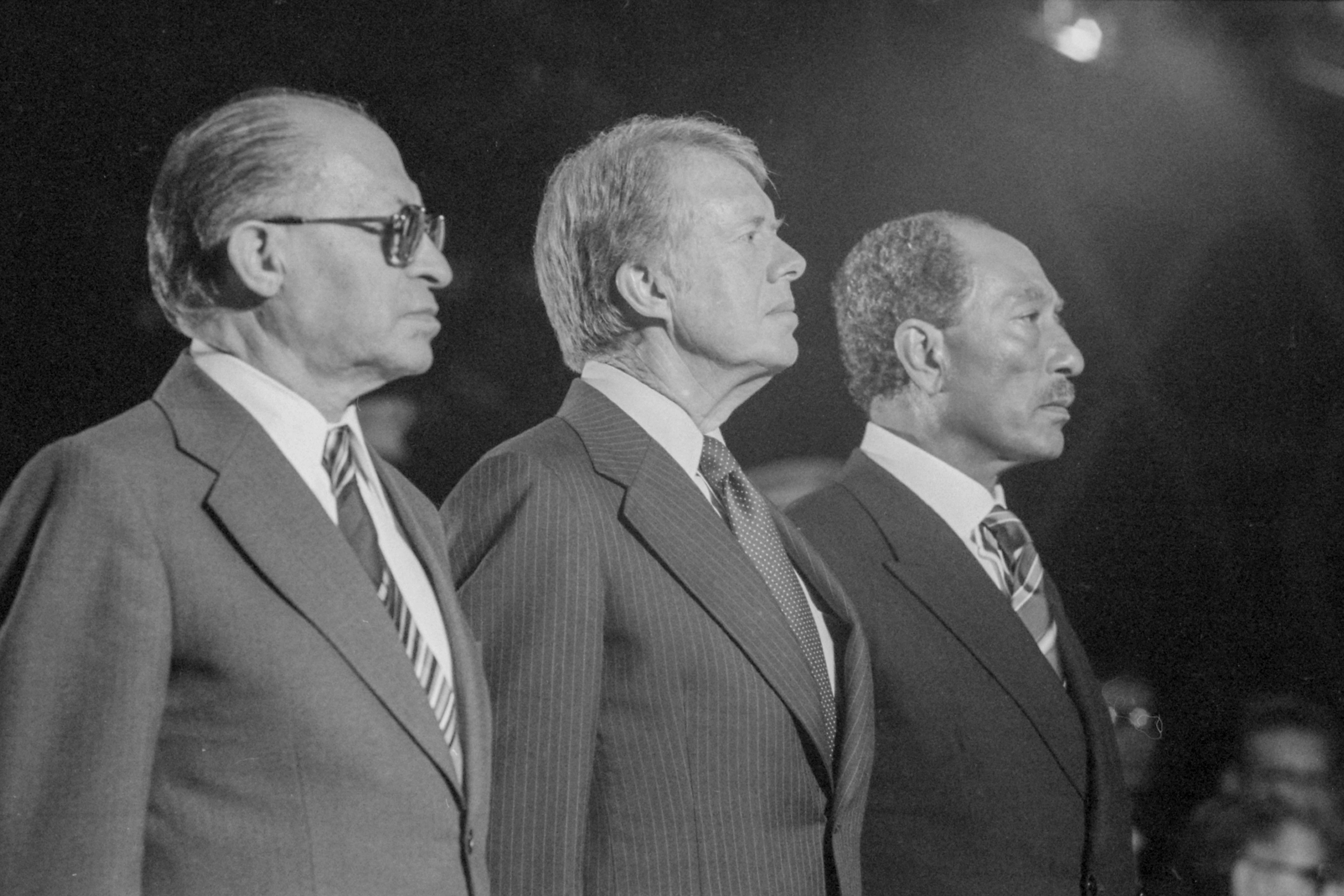
Menachem Begin, Jimmy Carter en Anwar Sadat in Camp David, 1978

Meer succes had Carter in zijn buitenlands beleid. Binnen zijn ambtsperiode wist hij tussen de Egyptische president Anwar Sadat en de Israëlische premier Menachem Begin te bemiddelen tot een vredesverdrag. Dit resulteerde in de Camp David-akkoorden. Echter, snel na dit succes, in Carters laatste ambtsjaar, werden in Iran 52 Amerikaanse burgers en militairen gegijzeld in de VS-ambassade in Teheran. Deze gijzeling duurde 444 dagen.
In zijn buitenlandpolitiek zag Carter het belang in van mensenrechten. Dit ging in tegen het beleid van de regering van Richard Nixon, die vaak een oogje dichtkneep bij bevriende regimes. De regering-Carter beëindigde o.a. in 1979 de meerjarenhulp aan dictator Somoza in Nicaragua en gaf de nieuwe, linkse regering miljoenen dollars aan steun.
De belangrijkste botsing tussen het belang van de mensenrechten en het eigenbelang van de VS ontstond door Carters banden met de sjah van Iran. De sjah was sinds de Tweede Wereldoorlog een sterke Amerikaanse medestander in het Midden-Oosten. Zijn regime was echter bruut en ondemocratisch. Hoewel Carter de sjah prees als een wijs en waardevol leider, bleef de VS passief toen er in 1978 een volksopstand uitbrak tegen de monarchie van de sjah.
De sjah werd in februari 1979 van de troon gestoten en verbannen. Velen hebben de afnemende Amerikaanse steun voor hem sindsdien gezien als de voornaamste oorzaak van de snelle revolutie. Carter was in het begin bereid om de revolutionaire beweging te erkennen, maar zijn pogingen bleken tevergeefs.
In 1979 kreeg de sjah politiek asiel en medische behandeling in de VS. Als reactie hierop belegerden Iraanse militanten vanaf 4 november de Amerikaanse ambassade in Teheran om vervolgens 52 Amerikanen te gijzelen en de uitlevering van de sjah aan Iran te eisen, voor een rechtszaak en executie. Ondanks het feit dat de sjah later dat jaar de VS zou verlaten - om eind juli 1980 in Egypte te sterven - duurde de gijzelingscrisis voort. Een mislukte bevrijdingsoperatie op 25 april 1980 maakte de Revolutionaire Gardes nog koppiger en de kwestie domineerde het laatste jaar van Carters presidentschap.
Volgens Carters veiligheidsadviseur Zbigniew Brzeziński was de Sovjetinvasie van Afghanistan in december 1979 een antwoord op de Amerikaanse militaire aanwezigheid aldaar. Na de invasie kondigde Carter de Carter Doctrine aan, die inhield dat de VS geen andere mogendheid toe zouden laten controle te krijgen over de Perzische Golf. Andere reacties van Carter waren het verbod op deelname van Amerikanen aan de Olympische Spelen van 1980 in Moskou en de herinvoering van de registratie voor dienstplicht.
Om de Sovjetbezetting van Afghanistan tegen te gaan startten Carter en Zbigniew Brzeziński een veertig miljard dollar kostend trainingsprogramma voor islamitische fundamentalisten in Pakistan en Afghanistan. Terugblikkend wordt het gezien als oorzaak van de instabiliteit van post-Sovjet Afghaanse regeringen, die leidden tot de opkomst van de islamitische theocratie in de regio.
In november 1980 verloor Jimmy Carter de presidentsverkiezingen van Ronald Reagan. Hij verdween, gezien de achterblijvende internationale spanningen zoals de gijzeling van de Amerikaanse ambassade in Iran, roemloos van het toneel. Ironisch was dat op de dag dat Carter vertrok als president, de gijzelaars in Iran werden vrijgelaten. Later is meermaals beweerd dat de late vrijlating van de gijzelaars het gevolg was van een deal tussen de campagne van Reagan en de regering van Iran, maar deze theorie is nooit bewezen.

## Na zijn presidentschap

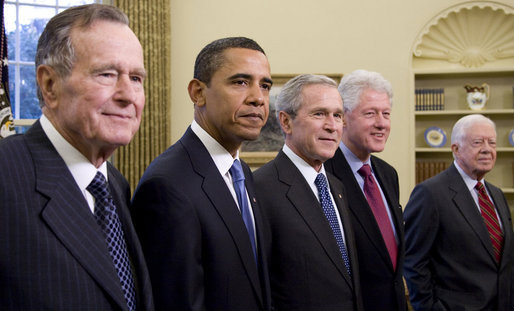
George H.W. Bush, Barack Obama, George W. Bush, Bill Clinton en Jimmy Carter in het Oval Office in 2009

Na zijn presidentscarrière werd Carter algemeen gewaardeerd voor zijn humanitaire werk. In 1982 richtte hij het Carter Center op dat zich inzet voor de mensenrechten, de verbreiding van de democratie, het oplossen van internationale conflicten, en de bestrijding van ziektes zoals dracunculiasis en rivierblindheid. Hij raakte goed bevriend met zijn voorganger Gerald Ford. Samen deden ze in 2000 een poging de impasse die ontstond tijdens de presidentsverkiezingen te doorbreken.
In 2002 kreeg Carter de Nobelprijs voor de Vrede "voor de tientallen jaren van onverflauwde inzet in het vinden van vreedzame oplossingen voor internationale conflicten en het bevorderen van democratie, mensenrechten en economische en sociale ontwikkeling." Hij speelde een bemiddelende rol in onder andere het Ogaden-geschil tussen Somalië en Ethiopië, in Bosnië en Herzegovina en hield toezicht in vele verkiezingen.
Carter was fel gekant tegen de Irakoorlog van 2003. In maart 2004 veroordeelde hij George W. Bush en Tony Blair voor het voeren van een onnodige oorlog "gebaseerd op leugens en misinterpretaties" teneinde Saddam Hoessein te verwijderen. Hij beweerde dat Blair zijn oordeelsvermogen had laten vertroebelen door Bush' verlangen om een oorlog te eindigen die zijn vader was begonnen.
In april 2006 nam Carter samen met Bill Clinton en Bill Underwood, directeur van Mercer University, het initiatief voor het New Baptist Covenant. Doel van de beweging is om te laten zien dat het baptisme niet identiek is met de maatschappelijk en cultureel conservatieve Southern Baptist Convention, met 16 miljoen leden de grootste protestantse kerk in de Verenigde Staten. De New Baptist Covenant vraagt vooral aandacht voor de armoedebestrijding, milieuzaken en conflicten wereldwijd. Daarnaast zet zij zich in voor de integratie van de baptistische kerken, die vaak nog naar ras gescheiden zijn. Het initiatief wordt gesteund door ca. twintig miljoen Amerikaanse baptisten. Carters eigen wortels liggen in de Southern Baptist Convention, maar hij heeft moeite met de conservatieve koers hiervan. Hij is vrijwel zijn hele leven zondagsschoolleraar geweest en diende als diaken in de Maranatha Baptist Church in zijn woonplaats Plains.

### Boek over Palestijns vredesakkoord
In november 2006 verscheen het boek Palestine: Peace not Apartheid (Palestina: Vrede, geen Apartheid). Volgens Carter was "het uiteindelijke doel van mijn boek het presenteren van feiten over het Midden-Oosten die grotendeels onbekend zijn in [de V.S. van] Amerika, de discussie te initiëren en te helpen vredesgesprekken te heropenen (...)."
Carter stelt in zijn boek dat "Israëls voortdurende beheersing en kolonisatie van Palestijns land de eerste obstakels zijn voor een samenhangend vredesakkoord in het Heilige Land". Carter is degene die in 1978 de vredesovereenkomst tussen Egypte en Israël mogelijk maakte, de Camp David-akkoorden, een sindsdien duurzaam gebleken vrede. Hij kreeg de nodige kritiek op zijn boek te verduren, omdat hij volgens critici selectief met historische gegevens zou zijn omgesprongen en deze slechts in het nadeel van Israël zou hebben uitgelegd.
Bij een bezoek aan Israël in april 2015 weigerden premier Benjamin Netanyahu en president Reuven Rivlin, na overleg met het Ministerie van Buitenlandse Zaken en de Nationale Veiligheidsraad van Israël, een ontmoeting met Carter. Een Israëlische veiligheidsdienst wilde niet met zijn team samenwerken in verband met zijn bezoek aan de Gazastrook om Hamas te peilen over de kansen op vrede.

### Vanaf 2014
In 2014 ging Carter, 90 jaar oud inmiddels, andermaal op campagne. Ditmaal niet voor zichzelf, maar voor zijn kleinzoon Jason. Jason was de Democratische kandidaat voor het gouverneurschap van Georgia, maar werd niet gekozen.
In augustus 2015 maakte Carter bekend dat er tijdens een operatie aan zijn lever, kanker met uitzaaiingen naar onder andere de hersenen was geconstateerd. Begin december 2015 bleek hij weer vrij van kanker te zijn. Carter werd behandeld met het in Oss ontwikkelde medicijn pembrolizumab. Na februari 2016 waren geen behandelingen meer nodig.
In oktober 2017 vertelde Carter een Zuid-Koreaanse hoogleraar dat hij zou willen bemiddelen in het conflict met Noord-Korea. Hij zou bereid zijn om naar Pyongyang te gaan om te onderhandelen met de Noord-Koreaanse leider Kim Jong-un over 'definitieve vrede'. De opstelling van Carter druiste in tegen die van de Amerikaanse regering. In 2011 bracht Carter, samen met oud-presidenten van Finland en Ierland en een oud-premier van Noorwegen, al een bezoek aan Noord-Korea. Bij die gelegenheid sprak hij onder meer met Kim Jong-uns vader Kim Jong-il.
Carter was op 20 januari 2021 niet aanwezig op de inauguratie van Joe Biden vanwege gezondheidsproblemen. Dat was de eerste keer dat Carter niet aanwezig was bij een inauguratie van een president sinds zijn eigen inauguratie in 1977.
In februari 2023 maakte The Carter Center bekend dat hij, na een reeks ziekenhuisbehandelingen, thuis palliatieve zorg ontving. Op 23 mei 2023 werd bekend dat zijn echtgenote Rosalynn gediagnosticeerd was met dementie. Ze overleed op 19 november 2023.
Op zaterdag 3 augustus 2024 bracht zijn familie in een interview met de Atlanta Journal-Constitution naar buiten dat de oud-president had gezegd dat hij hoopte nog lang genoeg te leven om op 5 november dat jaar (de dag van de presidentsverkiezingen) op Kamala Harris te kunnen stemmen. Als eerste oud-president van de Verenigde Staten bereikte hij op 1 oktober 2024 zijn 100e verjaardag.
Op 29 december, de zondag tussen kerstmis 2024 en nieuwjaar 2025, overleed Jimmy Carter op 100-jarige leeftijd, ruim 22 maanden nadat hij was uitbehandeld. Begin januari 2025 werden zes dagen van nationale rouw afgekondigd. Na herdenkingen in Plains en Atlanta, Georgia, werd het stoffelijk overschot van Jimmy Carter overgebracht naar de federale hoofdstad Washington D.C. Daar werd het opgebaard in het Capitool. Hoogtepunt van de staatsbegrafenis was op donderdag de herdenkingsdienst in de Washington National Cathedral. Onder de aanwezigen waren president Joe Biden, vicepresident Kamala Harris en oud-presidenten Bill Clinton, George W. Bush, Barack Obama en Donald Trump, en ook voormalig vicepresidenten Dan Quayle, Al Gore en Mike Pence. Een eulogie werd gehouden door president Biden, als ook diverse familieleden van Jimmy Carter. Voorts droeg de zoon van president Gerald Ford, Steven, de eulogie voor die zijn vader had voorbereid voor het geval hij zijn zeer goede vriend Jimmy Carter zou overleven. Op vrijdag werd hij daarna in besloten kring begraven naast zijn vrouw in Plains.

## Kabinetsleden onder Carter
| Kabinetsleden      | Ministerie         | Periode     | Bijzonderheden                            |
| ------------------ | ------------------ | ----------- | ----------------------------------------- |
| Cyrus Vance        | Buitenlandse Zaken | 1977 - 1980 |                                           |
| Cecil Andrus       | Binnenlandse Zaken | 1977 - 1981 |                                           |
| Harold Brown       | Defensie           | 1977 - 1981 |                                           |
| Juanita Kreps      | Economische Zaken  | 1977 - 1979 |                                           |
| Michael Blumenthal | Financiën          | 1977 - 1979 |                                           |
| Joseph Califano    | G.O+W *            | 1977 - 1979 | Vanaf 1980 Onderwijs eigen departement    |
| Patricia Harris    | H+S.O *            | 1977 - 1979 |                                           |
|                    | G.O+W *            | 1979 - 1980 |                                           |
|                    | G+S.Z *            | 1980 - 1981 |                                           |
| Griffin Bell       | Justitie           | 1977 - 1979 |                                           |
| Robert Bergland    | Landbouw           | 1977 - 1981 |                                           |
| Ray Marshall       | Arbeid             | 1977 - 1981 |                                           |
| Brock Adams        | Transport          | 1977 - 1979 |                                           |
| James Schlesinger  | Energie            | 1977 - 1979 | Minister van Defensie onder Nixon en Ford |
| Philip Klutznick   | Economische Zaken  | 1979 - 1981 |                                           |
| William Miller     | Financiën          | 1979 - 1981 |                                           |
| Moon Landrieu      | H+S.O *            | 1979 - 1981 |                                           |
| Benjamin Civiletti | Justitie           | 1979 - 1981 |                                           |
| Neil Goldschmidt   | Transport          | 1979 - 1981 |                                           |
| Charles Duncan     | Energie            | 1979 - 1981 |                                           |
| Shirley Hufstedler | Onderwijs          | 1980 - 1981 |                                           |
| Edmund Muskie      | Buitenlandse Zaken | 1980 - 1981 |                                           |

- * G.O+W = Gezondheidszorg, Onderwijs + Welzijn
- * H+S.O = Huisvesting + Stedelijke Ontwikkeling
- * G+S.Z = Gezondheidszorg + Sociale Zaken

## Onderscheidingen
- 1994 - Félix Houphouët-Boigny-Vredesprijs van de UNESCO, samen met Juan Carlos I van Spanje
- 1995 - Freedom medal
- 2002 - Nobelprijs voor de Vrede
- 2011 - Grootkruis in de Kroonorde (België)

Washington ·
J. Adams ·
Jefferson ·
Madison ·
Monroe ·
J.Q. Adams ·
Jackson ·
Van Buren ·
W.H. Harrison ·
Tyler ·
Polk ·
Taylor ·
Fillmore ·
Pierce ·
Buchanan ·
Lincoln ·
A. Johnson ·
Grant ·
Hayes ·
Garfield ·
Arthur ·
Cleveland ·
B. Harrison ·
Cleveland ·
McKinley ·
T. Roosevelt ·
Taft ·
Wilson ·
Harding ·
Coolidge ·
Hoover ·
F.D. Roosevelt ·
Truman ·
Eisenhower ·
Kennedy ·
L.B. Johnson ·
Nixon ·
Ford ·
Carter ·
Reagan ·
G.H.W. Bush ·
Clinton ·
G.W. Bush ·
Obama ·
Trump · 
Biden ·
Trump
1901: Dunant, Passy ·
1902: Ducommun, Gobat ·
1903: Cremer ·
1904: Institut de Droit International ·
1905: Von Suttner ·
1906: Roosevelt ·
1907: Moneta, Renault ·
1908: Arnoldson, Bajer ·
1909: Beernaert, Balluet d'Estournelles de Constant ·
1910: IPB ·
1911: Asser, Fried ·
1912: Root ·
1913: La Fontaine ·
1917: ICRC ·
1919: Wilson ·
1920: Bourgeois ·
1921: Branting, Lange ·
1922: Nansen ·
1925: Chamberlain, Dawes ·
1926: Briand, Stresemann ·
1927: Buisson, Quidde ·
1929: Kellogg ·
1930: Söderblom ·
1931: Addams, Butler ·
1933: Angell ·
1934: Henderson ·
1935: Von Ossietzky ·
1936: Lamas ·
1937: Cecil ·
1938: Office international Nansen pour les réfugiés ·
1944: ICRC ·
1945: Hull ·
1946: Balch, Mott ·
1947: Friends Service Council, American Friends Service Committee ·
1949: Orr ·
1950: Bunche ·
1951: Jouhaux ·
1952: Schweitzer ·
1953: Marshall ·
1954: Hoog Commissariaat voor de Vluchtelingen (UNHCR) ·
1957: Pearson ·
1958: Pire ·
1959: Noel-Baker ·
1960: Luthuli ·
1961: Hammarskjöld ·
1962: Pauling ·
1963: ICRC, IFRC ·
1964: King ·
1965: UNICEF ·
1968: Cassin ·
1969: Internationale Arbeidsorganisatie ·
1970: Borlaug ·
1971: Brandt ·
1973: Kissinger, Lê Đức Thọ ·
1974: MacBride, Satō ·
1975: Sacharov ·
1976: Williams, Corrigan ·
1977: Amnesty International ·
1978: Sadat, Begin ·
1979: Moeder Teresa ·
1980: Esquivel ·
1981: Hoog Commissariaat voor de Vluchtelingen (UNHCR) ·
1982: Myrdal, Robles ·
1983: Wałęsa ·
1984: Tutu ·
1985: IPPNW ·
1986: Wiesel ·
1987: Arias ·
1988: VN-vredesmacht ·
1989: Gyatso ·
1990: Gorbatsjov ·
1991: Suu Kyi ·
1992: Menchú ·
1993: Mandela, De Klerk ·
1994: Arafat, Peres, Rabin ·
1995: Rotblat, Pugwash Conferences on Science and World Affairs ·
1996: Ximenes Belo, Ramos-Horta ·
1997: ICBL, Williams ·
1998: Hume, Trimble ·
1999: AzG ·
2000: Dae-jung ·
2001: VN, Annan ·
2002: Carter ·
2003: Ebadi ·
2004: Maathai ·
2005: IAEA, El-Baradei ·
2006: Grameen Bank, Yunus ·
2007: Gore, IPCC ·
2008: Ahtisaari ·
2009: Obama ·
2010: Liu ·
2011: Johnson Sirleaf, Gbowee, Karman ·
2012: Europese Unie ·
2013: OPCW ·
2014: Satyarthi, Yousafzai ·
2015: Kwartet voor Nationale Dialoog in Tunesië ·
2016: Santos ·
2017: ICAN ·
2018: Mukwege, Murad Basee ·
2019: Ahmed ·
2020: Wereldvoedselprogramma ·
2021: Ressa, Moeratov ·
2022: Bjaljazki, Memorial, Centrum voor Burgerlijke Vrijheden ·
2023: Mohammadi ·
2024: Nihon Hidankyo
- Bibsys: 14009520
- Biblioteca Nacional de España: XX935964
- Bibliothèque nationale de France: cb11895360f (data)
- Catàleg d'autoritats de noms i títols de Catalunya: 981058511841206706
- CiNii: DA01394240
- Gemeinsame Normdatei: 118519336
- International Standard Name Identifier: 0000 0003 6960 3101
- Library of Congress Control Number: n79021791
- Nationale Bibliotheek van Letland: 000043560
- MusicBrainz: 74a3d3d7-1292-4f6f-8d64-7092392bbde6
- National Archives and Records Administration: 10679517
- Bibliotheek van het Japanse parlement: 00435428
- Nationale Bibliotheek van Tsjechië: jn20000700287
- Nationale bibliotheek van Australië: 35026279
- Nationale Bibliotheek van Israël: 987007259461805171
- Nationale Bibliotheek van Polen: a0000001185343
- Nationale en Universitaire bibliotheek Zagreb: 000074254
- Nederlandse Thesaurus van Auteursnamen: 068411669
- Istituto Centrale per il Catalogo Unico: SBLV093098
- LIBRIS: 180317
- SNAC: w6ph2fr6
- Système universitaire de documentation: 026769514
- Trove: 799898
- Union List of Artist Names: 500238210
- Virtual International Authority File: 247888433
- WorldCat: E39PBJcGjCGTxDdFQP4r3B8pyd